# ماريو ريس
ماريو ريس (بالبرتغالية: Mário Reis‏) هو مغني برازيلي، ولد في 31 ديسمبر 1907 في ريو دي جانيرو في البرازيل، وتوفي في 5 أكتوبر 1981.